# The Don CeSar
The Don CeSar es un hotel ubicado en St. Pete Beach, Florida. Desarrollado por Thomas Rowe e inaugurado en 1928, ganó renombre como el patio de recreo del Golfo para los ricos mimados de Estados Unidos en el apogeo de la Era del Jazz. Fue diseñado por Henry H. Dupont. Es miembro de Historic Hotels of America, el programa oficial del National Trust for Historic Preservation.

## Construcción
En 1924, Thomas Rowe compró 80 acres (323 748,8 m²) de terreno en St. Petersburg, Florida por 100.000 dólares para comenzar su sueño de construir un "castillo rosa". Contrató al arquitecto de Indianápolis Henry Dupont para diseñar el hotel y a Carlton Beard como contratista. Para asegurar la estabilidad del hotel sobre la arena movediza y evitar el alto costo de hundir tantos pilotes, Beard ideó una plataforma flotante de concreto y cimientos piramidales. Hasta el día de hoy no hay indicios de asentamiento evidente del hotel. La arquitectura es una mezcla de estilos mediterráneo y morisco inspirados en diferentes hoteles y desarrollos que Rowe y Beard vieron en Palm Beach, Coral Gables y Boca Ratón. Aberturas arqueadas, techos de teja de barro rojo, balcones, estuco sobre teja hueca y pisos superiores a modo de torre fueron algunos de los elementos que tomaron prestados. El diseño original requería un hotel de seis pisos de 450.000 dólares con 110 habitaciones y baños. Más tarde se amplió a 220 habitaciones y 220 baños y los costos se dispararon a 1,25 millones, un 300 % por encima del presupuesto inicial. Rowe lo llamó Don Ce-Sar en honor a Don César de Bazán, el héroe de la ópera Maritana de William Vincent Wallace.

## Apertura
El "Pink Lady" de Rowe se inauguró el 16 de enero de 1928, con una fiesta extravagante a la que asistió la élite de Tampa y San Petersburgo. El hotel se convirtió rápidamente en el lugar favorito de los ricos y famosos de la Era del Jazz, incluidos F. Scott Fitzgerald, Clarence Darrow, Al Capone, Lou Gehrig y Franklin D. Roosevelt. El Pink Palace siguió atrayendo a los ricos y famosos durante la Gran Depresión, gracias en parte a un trato hecho con el propietario de los Yankees de Nueva York, Jacob Ruppert, para albergar a su equipo durante los entrenamientos de primavera durante tres años.
Sin embargo, después de la repentina muerte de Rowe sin testamento, "The Don" quedó en manos de su esposa separada y comenzó a deteriorarse hasta que Estados Unidos entró en la Segunda Guerra Mundial y el ejército compró el hotel por 450.000 dólares. Fue convertido en hospital militar y reabierto en diciembre de 1942. En febrero de 1944, el Don Ce-Sar se convirtió en un centro de convalecencia del Cuerpo Aéreo del Ejército de los Estados Unidos. En junio de 1945 se ordenó el cierre del Don Ce-Sar y quedó vacante en septiembre de ese año. Se convirtió en una Oficina Regional de la Administración de Veteranos a finales de 1945.

## Renacimiento
En noviembre de 1967, la Administración de Veteranos comenzó a mudarse del Don Ce-Sar y abrió una nueva oficina en el centro de St. Petersburg. En la primavera de 1969, el otrora gran hotel estaba vacío. La Administración de Servicios Generales planeó demoler el hotel cubierto de pintadas, pero esta idea se encontró con una feroz oposición por parte de los residentes locales. En marzo de 1972, se vendió a CL Pyatt y William Bowman Jr., propietarios de una franquicia de Holiday Inn. El Don CeSar (ahora escrito sin el guion) reabrió el 23 de noviembre de 1973. Entre los años 1985 y 2001 se renovó el hotel y se agregaron múltiples mejoras para actualizarlo, incluido un spa de 4000 pies cuadrados (371,6 m²), un restaurante de autor y una segunda piscina exterior. Después de la adición del club de playa y spa de servicio completo, el nombre oficial del hotel se cambió a The Don CeSar Beach Resort and Spa.
Fue incluido en el Registro Nacional de Lugares Históricos en 1975 y se convirtió en miembro fundador del National Trust Historic Hotels of America en 1989.

## En la cultura popular
- Aparece en una doble página a todo color en una edición de 1982 de National Geographic.
- Se dice que el hotel está habitado por el fantasma[3] de su propietario original, Thomas Rowe (véase "Don CeSar Hotel en St. Petersburg Beach" en 'Florida' en el artículo de Wikipedia "Lugares embrujados").
- Una compañía de turismo local ofrece recorridos de dos horas de duración por los escenarios de las presuntas apariciones del fantasma en el Don CeSar.[4]
- Partes de la película policíaca de 1984 Once Upon a Time in America se filmaron en el Don Cesar.
- El comediante Ron White habla de su estadía en el Don Cesar en la película Blue Collar Comedy Tour: One for the Road.
- Tom Petty and the Heartbreakers filmaron un video musical en el Don Cesar en 1985.
- La película Health de Robert Altman se filmó en gran parte en el hotel.
- El Don Cesar tiene una larga lista de invitados famosos y ha recibido a Franklin D. Roosevelt y a todos los presidentes desde Gerald Ford (excluyendo a Ronald Reagan).
- La película piloto de Thunder in Paradise se filmó en sus alrededores durante abril de 1993.
- La película de 1999 Forever Mine, protagonizada por Ray Liotta, se filmó en el Don Cesar.
- El Don Cesar fue uno de los hoteles destacados en el episodio "Big Night Out" de Emeril's Florida, una serie de 2013 protagonizada por Emeril Lagasse.
- La película de Brad Furman de 2016 The Infiltrator se filmó en parte en el balcón de la azotea del Don CeSar en la primavera de 2015.[5][6]
- La canción de Pitbull "Sexy Beaches" se utilizó en la campaña de turismo "Visit Florida", patrocinada por el estado de Florida. El video musical se filmó en The Don CeSar en St. Petersburg, Florida, y se subió al canal de YouTube de Pitbull el 13 de julio de 2016.